# Amastridium
Amastridium is een geslacht van slangen uit de familie toornslangachtigen (Colubridae) en de onderfamilie Dipsadinae.

## Naam en indeling
De wetenschappelijke naam van de groep werd voor het eerst voorgesteld door Edward Drinker Cope in 1860. Er zijn twee soorten die beiden geen ondersoorten hebben.

### Soorten
Het geslacht omvat de volgende soorten, met de auteur en het verspreidingsgebied.
| Naam                  | Auteur       | Verspreidingsgebied                                        |
| --------------------- | ------------ | ---------------------------------------------------------- |
| Amastridium sapperi   | Werner, 1903 | Honduras, Guatemala, Mexico, Belize                        |
| Amastridium veliferum | Cope, 1860   | Mexico, Nicaragua, Costa Rica, Panama, Colombia, Guatemala |

## Verspreiding en habitat
De slangen komen voor in delen van Midden- en Zuid-Amerika en leven in de landen Mexico, Nicaragua, Costa Rica, Panama, Colombia, Guatemala, Honduras en Belize.
De habitat bestaat uit vochtige tropische en subtropische bossen, zowel in bergstreken als in laaglanden. Ook in door de mens aangepaste streken zoals plantages kunnen de dieren worden aangetroffen.

## Beschermingsstatus
Door de internationale natuurbeschermingsorganisatie IUCN is aan beide soorten een beschermingsstatus toegewezen. De slangen worden beschouwd als 'veilig' (Least Concern of LC).